# رونالدو سانشيز
رونالدو سانشيز (بالإسبانية: Ronaldo Sánchez)‏ هو لاعب كرة قدم بوليفي في مركز الوسط، ولد في 24 أبريل 1997 في سانتا كروز دي لا سييرا في بوليفيا. لعب مع أورينتي بيتروليرو.

## وصلات خارجية
- رونالدو سانشيز على موقع Soccerway.com (الإنجليزية)